# Приморско (община)
Приморско (болг. Община Приморско) — община в Болгарии. Входит в состав Бургасской области. Население составляет 7327 человек на 15 мая 2008 года).
Кмет (мэр) общины Приморско — Димитр Германов (Граждане за европейское развитие Болгарии) по результатам выборов 2011 и 2015 годов.

## Состав общины
В состав общины входят следующие населённые пункты:
1. Веселие
2. Китен
3. Ново-Паничарево
4. Писменово
5. Приморско
6. Ясна-Поляна